# Нахман із Городенки
Нахман із Городенки (1680 (?) — 21 червня 1765) — рабин, видатний діяч раннього хасидизму, один із найближчих сподвижників Баал Шем Това. Допомагав останньому керувати хасидськими громадами. Дід Нахмана з Брацлава (засновника брацлавського хасидизму), названого на його честь.
рабин

## Біографія

### Ранні роки
Про життя Нахмана з Городенки, особливо його ранній період, не збереглося жодних достовірних відомостей. Вважається, що він народився у 1680 році, був рабином у Городенці, мав сина — теж рабина Шимшона.
Приблизно в 1740 році разом із сином він поїхав до Ерец-Ісраелю, проте через два роки повернувся. Коли Елазар Рокеах (амстердамський рабин, пізніше рабин у Цфаті) почув, що Нахман із Городенки перебуває в Ерец-Ісраелі, він сказав, що якби вони були там разом, то могли б сприяти швидшому приходу Машиаха. Рабин Елазар поспішив зустрітися з рабином Нахманом, але той вже поїхав. Коли в свою чергу Нахман почув, що Елазар вже в Ерец-Ісраелі, він вирушив назад до Цфату, але на момент його повернення Елазар Рокеах вже помер.

### СподвижникБаал Шем Това
Після смерті першої дружини повернувся в Україну і став одним із найближчих сподвижників Баал Шем Това. Приблизно тоді ж одружився вдруге. В цьому шлюбі народився рабин Сімха, батько Нахмана із Брацлава.
Баал Шем Тов до самої смерті не дозволяв Нахману з Городенки повертатися до Ерец-Ісраель. У 1764 році, після відвідання могили вчителя, Нахман заявив, що йому явився Баал Шем Тов і нарешті дав згоду.

### Повернення доЕрец-Ісраель
Того ж року разом зі своїм другом рабином Менахемом Мендлом із Перемишлян та групою послідовників повернувся до Ерец-Ісраель. Поселився у Тверії, де і помер. Похований на старому цвинтарі Тверії.